# Lake Minchumina
Lake Minchumina é uma Região censo-designada localizada no estado americano de Alasca, no Distrito de Yukon-Koyukuk.

## Demografia
Segundo o censo americano de 2000, a sua população era de 32 habitantes.

## Geografia
De acordo com o United States Census Bureau, a localidade tem uma área de 632,2 km², dos quais 560,5 km² cobertos por terra e 71,7 km² cobertos por água.

## Localidades na vizinhança
O diagrama seguinte representa as localidades num raio de 152 km ao redor de Lake Minchumina.